# 徳元悠平
徳元 悠平（とくもと しゅうへい、1995年9月12日 - ）は、沖縄県糸満市出身のプロサッカー選手。Jリーグ・名古屋グランパス所属。ポジションはディフェンダー（DF）。

## プロ入り前
那覇西高校では3年次に主将として、全国高校総体、全国高校サッカー選手権に出場した。卒業後は城西国際大学へ進学。

## クラブ経歴

### FC琉球
2018年、FC琉球に加入。1年目からJ3リーグ全32試合中31試合に先発フル出場し、同年シーズンのJ3優勝・J2昇格に貢献した。翌2019年シーズンのJ2リーグでは、第18節アウェー京都サンガF.C.戦で負傷退場したものの、35試合に出場した。

### ファジアーノ岡山
2020年、ファジアーノ岡山に完全移籍。前年に監督に就任していた有馬賢二が求める高い位置でプレーする左サイドバックへの適応が期待され、実際に3シーズンで106試合に出場した。

### FC東京
2023年、FC東京に完全移籍。初年は18試合に出場し、そのうち約半数に先発出場、5月にはJ1での初ゴールも記録した。2024年はバングーナガンデ佳史扶や長友佑都とポジションを争いながらも、夏までに11試合に出場し1ゴールを記録した。

### 名古屋グランパス
2024年8月15日、名古屋グランパスへの期限付き移籍が発表される。この年の名古屋は春キャンプ中から主力に怪我が相次ぎ、夏までにリーグ戦は中位以下に沈んでおり、再構築の試行錯誤が続けられている状態であった。9月18日からは現時点でのベストと言える戦術へとたどり着くが、このシステムの鍵となったのが左ウィングバックに置かれた徳元であった。軌道に乗ったチームは2度目のルヴァンカップ制覇を達成するが、特に準決勝での徳元は3得点全てを演出するなどチームに欠かせない存在感を示した。12月30日、期限付き移籍期間満了後に完全移籍となることが発表された。

## 選手としての特徴
左サイドのスペシャリスト。高い精度のクロスを武器としており、セットプレーのキッカーも担える。1対1では縦に仕掛ける場面もあるなど、非常に高い攻撃性能を有する。

## 所属クラブ
- 2003年 - 2007年 三和FC
- 2008年 - 2010年 糸満市立三和中学校
- 2011年 - 2013年 沖縄県立那覇西高等学校
- 2014年 - 2017年 城西国際大学
- 2018年 - 2019年  FC琉球
- 2020年 - 2022年  ファジアーノ岡山FC
- 2023年 - 2024年  FC東京
  - 2024年8月 - 同年12月  名古屋グランパス (期限付き移籍)
- 2025年 -  名古屋グランパス

## 個人成績
| 国内大会個人成績 | 国内大会個人成績 | 国内大会個人成績 | 国内大会個人成績 | 国内大会個人成績 | 国内大会個人成績 | 国内大会個人成績 | 国内大会個人成績 | 国内大会個人成績 | 国内大会個人成績 | 国内大会個人成績 | 国内大会個人成績 |
| 年度             | クラブ           | 背番号           | リーグ           | リーグ戦         | リーグ戦         | リーグ杯         | リーグ杯         | オープン杯       | オープン杯       | 期間通算         | 期間通算         |
| 年度             | クラブ           | 背番号           | リーグ           | 出場             | 得点             | 出場             | 得点             | 出場             | 得点             | 出場             | 得点             |
| 日本             | 日本             | 日本             | 日本             | リーグ戦         | リーグ戦         | リーグ杯         | リーグ杯         | 天皇杯           | 天皇杯           | 期間通算         | 期間通算         |
| ---------------- | ---------------- | ---------------- | ---------------- | ---------------- | ---------------- | ---------------- | ---------------- | ---------------- | ---------------- | ---------------- | ---------------- |
| 2018             | 琉球             | 5                | J3               | 31               | 2                | -                | -                | 1                | 0                | 32               | 2                |
| 2019             | 琉球             | 5                | J2               | 35               | 0                | -                | -                | 0                | 0                | 35               | 0                |
| 2020             | 岡山             | 41               | J2               | 36               | 2                | -                | -                | -                | -                | 36               | 2                |
| 2021             | 岡山             | 41               | J2               | 39               | 0                | -                | -                | 2                | 0                | 41               | 0                |
| 2022             | 岡山             | 41               | J2               | 31               | 1                | -                | -                | 0                | 0                | 31               | 1                |
| 2023             | FC東京           | 17               | J1               | 18               | 1                | 4                | 0                | 2                | 0                | 24               | 1                |
| 2024             | FC東京           | 43               | J1               | 11               | 1                | 4                | 0                | 1                | 0                | 16               | 1                |
| 2024             | 名古屋           | 55               | J1               | 10               | 0                | 5                | 0                | -                | -                | 15               | 0                |
| 2025             | 名古屋           | 55               | J1               |                  |                  |                  |                  |                  |                  |                  |                  |
| 通算             | 日本             | 日本             | J1               | 39               | 2                | 13               | 0                | 3                | 0                | 55               | 2                |
| 通算             | 日本             | 日本             | J2               | 141              | 3                | -                | -                | 2                | 0                | 143              | 3                |
| 通算             | 日本             | 日本             | J3               | 31               | 2                | -                | -                | 1                | 0                | 32               | 2                |
| 総通算           | 総通算           | 総通算           | 総通算           | 201              | 7                | 8                | 0                | 6                | 0                | 215              | 7                |

その他公式戦
- 2022年
  - J1参入プレーオフ 1試合0得点

出場歴
- Jリーグ初出場 - 2018年3月11日 J3第1節 カターレ富山戦（沖縄県総合運動公園陸上競技場）
- Jリーグ初得点 - 2018年3月17日 J3第2節 ギラヴァンツ北九州戦（ミクニワールドスタジアム北九州）

## 選抜歴
- 2011年 沖縄県国体選抜

## タイトル

### クラブ
FC琉球
- J3リーグ：1回（2018年)

名古屋グランパス
- Jリーグカップ：1回（2024年）